# Братья Тучковы
Бра́тья Тучко́вы — генералы, четверо из них участвовали в Отечественной войне 1812 года.
Отец — Тучков, Алексей Васильевич (1729—1799) — инженер-генерал-поручик, сенатор. Мать — Казаринова Елена Яковлевна (?—1818).
- Тучков, Александр Алексеевич (1778—1812) — генерал-майор.
- Тучков, Алексей Алексеевич (1766—1853) — генерал-майор, в отставке с 1797 года. Отец декабриста Алексея Алексеевича (1800—1878) и градоначальника Москвы Павла Алексеевича.
- Тучков, Николай Алексеевич (1765—1812) — генерал-лейтенант российской армии, командир пехотного корпуса.
- Тучков, Павел Алексеевич (1776—1858) — генерал-майор, затем действительный тайный советник.
- Тучков, Сергей Алексеевич (1767—1839) — генерал-лейтенант и сенатор. Основатель города Тучков (сейчас известен как Измаил).

В память братьев Тучковых названа улица в Москве и посёлок Тучково в Московской области.